# ITUゾーン
ITUゾーンは、国際電気通信連合(ITU)が制定した世界の区分である。地球表面の全領域を90のゾーンに区分している。
1948年から1949年にかけてメキシコシティで開催された、短波放送に関するITUの国際会議(Conferencia Internacional de Radiodifusión por Altas Frecuencias)で決定された。この会議の略称からCIRAFゾーンとも呼ばれる。ITUゾーンは、短波放送局同士の相互干渉を避けるための、周波数の割り当て計画に利用されている。アマチュア無線では、アワードやコンテストでいくつのITUゾーンの無線局との交信したかが使用されることがある。